# US Catanzaro 1929
Die Unione Sportiva Catanzaro 1929 ist ein italienischer Fußballclub aus der kalabrischen Stadt Catanzaro.
Die Vereinsfarben sind Rot-Gelb. Als Stadion dient dem Verein das Stadio Nicola Ceravolo, das Platz für 14.750 Zuschauer bietet. Der Vorgängerverein US Catanzaro ging 2006 in die Insolvenz. Der Klub wurde als FC Catanzaro neugegründet und stieg in der Serie C2 neu ein. Zuvor spielte der Verein, noch unter dem Namen US Catanzaro, von 2004 bis 2006 in der Serie B. In der Saison 2004/05 belegte man den letzten Platz, durch zahlreiche Lizenzentzüge verblieb der Club allerdings in der Liga. Nachdem die Mannschaft auch in der folgenden Saison auf dem letzten Platz abgeschlossen hatte, kam es zu finanziellen Problemen, die zur Liquidation des Vereins führten.
Die erste Vereinsgründung fand 1929 unter dem Namen Catanzarese statt, 1946 erfolgte die Umbenennung in US Catanzaro.

## Ehemalige Spieler
- Italo Acconcia
- Osvaldo Bagnoli
- Emanuele Belardi
- Pierluigi Busatta
- Giorgio Corona
- Luigi De Agostini
- Massimo Mauro
- Antonio Nocerino
- Massimo Palanca
- Claudio Ranieri
- Massimo Rastelli
- Francesco Rizzo
- Giuseppe Sabadini

## Ehemalige Trainer
- Dino Ballacci (1965–1966, 1969–1970)
- Carlo Mazzone (1978–1980)
- Giovan Battista Fabbri (1984–1985, 1989–1990)
- Todor Veselinović (1986)
- Vincenzo Guerini (1987–1988, 2005–2006)
- Tarcisio Burgnich (1988–1989)
- Giuseppe Sabadini (1996–1997)
- Juan Carlos Morrone (1998–1999)
- Bruno Giordano (2006)
- Francesco Cozza (2011–2013)
- Francesco Moriero (2014)
- Giuseppe Pancaro (2018)
- Fabio Caserta (seit 2024)

## Ligazugehörigkeit
Stand März 2006
- 7 × Serie A
- 28 × Serie B

## Erfolge
- A-Mannschaft:
- Finalist Coppa Italia: 1 (1965/66)
- Serie C: 2 (1935/36) und (1958/1959)
- Serie C1: 3 (1984/85), (1986/87) und (2003/04)
- Serie D: 1 (1952/53)

## Wichtige Spiele in der Geschichte des US Catanzaro
| Datum        | Anlass                  | Stadion              | Sieger     | Gegner       | Ergebnis  |
| ------------ | ----------------------- | -------------------- | ---------- | ------------ | --------- |
| 19. Mai 1966 | Finalspiel Coppa Italia | Stadio Olimpico, Rom | AC Florenz | US Catanzaro | 2:1 n. V. |